# 屈比耶雷特
屈比耶雷特（法語：Cubiérettes，法語發音：[kybjeʁɛt]）是法国洛泽尔省的一个市镇，属于芒德区。

## 地理
屈比耶雷特（44°27'33"N, 3°47'14"E）面积11.34 平方千米，位于法国奧克西塔尼大區洛泽尔省，该省份为法国南部内陆省份，北起上盧瓦爾省和康塔爾省，西接阿韦龙省，南至加尔省，东临阿尔代什省。
与屈比耶雷特接壤的市镇（或旧市镇、城区）包括：屈比耶尔、蓬德蒙韦尔-叙德蒙洛泽尔。

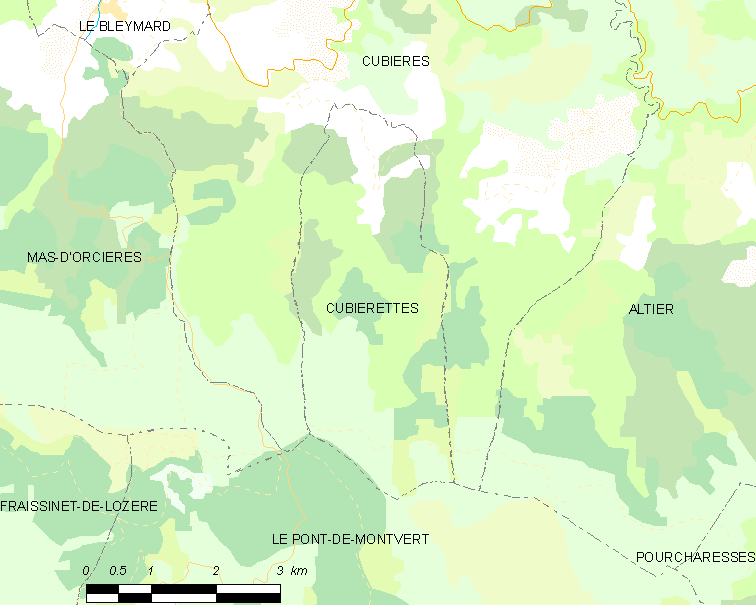
屈比耶雷特的OSM定位图

屈比耶雷特的时区为UTC+01:00、UTC+02:00（夏令时）。

## 行政
屈比耶雷特的邮政编码为48190，INSEE市镇编码为48054。

## 政治
屈比耶雷特所属的省级选区为圣艾蒂安-迪瓦尔多内县。

## 人口

1962-2008年间屈比耶雷特人口变化图示

屈比耶雷特于2022年1月1日时的人口数量为45人。